# Ewige Tabelle
Als Ewige Tabelle wird im Sport eine Tabelle bezeichnet, die alle Ergebnisse über den gesamten Zeitraum des Bestehens einer Liga oder eines Turnieres zusammenfasst. Dabei wird grundsätzlich zwischen der sogenannten absoluten und der relativen Ewigen Tabelle unterschieden.
Bei der absoluten Ewigen Tabelle wird die Berechnung der Tabelle als Addition aller Spielzeiten vorgenommen.
Bei der seltener verwendeten relativen Ewigen Tabelle werden die erreichten Werte (üblicherweise die Punktzahlen) mit der Gesamtzahl der Spiele – oder seltener der Spielzeiten – gewichtet, so dass hier nach dem „durchschnittlichen Spielergebnis“ eines Vereins sortiert wird.
Während die absolute Ewige Tabelle somit Vereine mit langjähriger Ligazugehörigkeit bevorzugt, kann die Aussagekraft der relativen Ewigen Tabelle bei Vereinen mit nur wenigen Spielen geringer sein.

## Fußball

### Männer

#### Nationalmannschaften
| Region      | Wettbewerb                    | Tabellenführer | Ewige Tabelle                                   |
| ----------- | ----------------------------- | -------------- | ----------------------------------------------- |
| Welt        | Weltmeisterschaft             | Brasilien      | Ewige Tabelle der Fußball-Weltmeisterschaft     |
| Europa      | Europameisterschaft           | Deutschland    | Ewige Tabelle der Fußball-Europameisterschaft   |
| Südamerika  | Copa América                  | Argentinien    | Ewige Tabelle der Copa América                  |
| Afrika      | Afrika-Cup                    | Ägypten        | Ewige Tabelle des Afrika-Cups                   |
| Nordamerika | CONCACAF Gold Cup             | Mexiko         | Ewige Tabelle des CONCACAF Gold Cup             |
| Asien       | Asienmeisterschaft            | Iran           | Ewige Tabelle der Fußball-Asienmeisterschaft    |
| Ozeanien    | Fußball-Ozeanienmeisterschaft | Neuseeland     | Ewige Tabelle der Fußball-Ozeanienmeisterschaft |

#### Kontinentale Wettbewerbe für Vereinsmannschaften
| Region      | Wettbewerb             | Tabellenführer    | Ewige Tabelle                                                                  |
| ----------- | ---------------------- | ----------------- | ------------------------------------------------------------------------------ |
| Europa      | UEFA Champions League  | Real Madrid       | Ewige Tabelle der UEFA Champions League und des Europapokals der Landesmeister |
| Europa      | UEFA Europa League     | Tottenham Hotspur | Ewige Tabelle der UEFA Europa League und des UEFA-Cups                         |
| Europa      | UEFA Conference League | KAA Gent          | Ewige Tabelle der UEFA Conference League                                       |
| Südamerika  | Copa Libertadores      | River Plate       | Ewige Tabelle der Copa Libertadores                                            |
| Afrika      | CAF Champions League   | Al Ahly Kairo     | Ewige Tabelle der CAF Champions League                                         |
| Nordamerika | CONCACAF Champions Cup | CD Cruz Azul      | Ewige Tabelle des CONCACAF Champions Cup                                       |
| Asien       | AFC Champions League   | al-Hilal          | Ewige Tabelle der AFC Champions League                                         |
| Asien       | AFC Cup                | al Kuwait SC      | Ewige Tabelle des AFC Cup                                                      |

#### Nationale Ligen
| Land                            | Liga                                        | Liga                                        | Tabellenführer               | Ewige Tabelle                                             |
| ------------------------------- | ------------------------------------------- | ------------------------------------------- | ---------------------------- | --------------------------------------------------------- |
| Deutschland                     | Bundesliga                                  | Bundesliga                                  | FC Bayern München            | Ewige Tabelle der Fußball-Bundesliga                      |
| Deutschland                     | 2. Bundesliga                               | 2. Bundesliga                               | SpVgg Greuther Fürth         | Ewige Tabelle der 2. Fußball-Bundesliga                   |
| Deutschland                     | 3. Liga                                     | 3. Liga                                     | SV Wehen Wiesbaden           | Ewige Tabelle der 3. Fußball-Liga                         |
| Österreich                      | Bundesliga                                  | Bundesliga                                  | SK Rapid Wien                | Ewige Tabelle der Fußball-Bundesliga in Österreich        |
| Schweiz                         | Super League                                | Super League                                | Grasshopper Club Zürich      | Ewige Tabelle der höchsten Fußball-Liga der Schweiz       |
| Andorra                         | Primera Divisió                             | Primera Divisió                             | FC Santa Coloma              | Ewige Tabelle der Primera Divisió                         |
| Bosnien und Herzegowina         | Premijer Liga                               | Premijer Liga                               | FK Sarajevo                  | Ewige Tabelle der Premijer Liga                           |
| Dänemark                        | Superliga                                   | Superliga                                   | FC Kopenhagen                | Ewige Tabelle der Superliga (Dänemark)                    |
| England                         | Premier League                              | Premier League                              | Manchester United            | Ewige Tabelle der Premier League                          |
| Färöer                          | 1. Deild                                    | 1. Deild                                    | HB Tórshavn                  | Ewige Tabelle der färöischen Fußballmeisterschaft         |
| Finnland                        | Veikkausliiga                               | Veikkausliiga                               | HJK Helsinki                 | Ewige Tabelle der Veikkausliiga                           |
| Frankreich                      | Ligue 1                                     | Ligue 1                                     | Olympic Marseille            | Ewige Tabelle der Ligue 1                                 |
| Irland                          | League of Ireland                           | League of Ireland                           | Shamrock Rovers              | Ewige Tabelle der League of Ireland                       |
| Italien                         | Serie A                                     | Serie A                                     | Juventus Turin               | Ewige Tabelle der Serie A                                 |
| Italien                         | Serie B                                     | Serie B                                     | Brescia Calcio               | Ewige Tabelle der Serie B                                 |
| Kosovo                          | IPKO Superliga                              | IPKO Superliga                              | FC Prishtina                 | Ewige Tabelle der IPKO Superliga                          |
| Kroatien                        | 1. HNL                                      | 1. HNL                                      | Dinamo Zagreb                | Ewige Tabelle der 1. HNL                                  |
| Luxemburg                       | BGL Ligue                                   | BGL Ligue                                   | Jeunesse Esch                | Ewige Tabelle der höchsten luxemburgischen Fußballliga    |
| Moldau                          | Divizia Națională                           | Divizia Națională                           | Zimbru Chișinău              | Ewige Tabelle der Divizia Națională                       |
| Montenegro                      | Prva Crnogorska Liga                        | Prva Crnogorska Liga                        | FK Budućnost Podgorica       | Ewige Tabelle der Prva Crnogorska Liga                    |
| Niederlande                     | Eredivisie                                  | Eredivisie                                  | Ajax Amsterdam               | Ewige Tabelle der Eredivisie                              |
| Norwegen                        | Eliteserien                                 | Eliteserien                                 | Rosenborg Trondheim          | Ewige Tabelle der höchsten norwegischen Fußballliga       |
| Polen                           | Ekstraklasa                                 | Ekstraklasa                                 | Legia Warschau               | Ewige Tabelle der Ekstraklasa                             |
| Polen                           | Młoda Ekstraklasa                           | Młoda Ekstraklasa                           | Legia Warschau               | Ewige Tabelle der Młoda Ekstraklasa                       |
| Portugal                        | Primeira Liga                               | Primeira Liga                               | Benfica Lissabon             | Ewige Tabelle der Primeira Liga                           |
| Russland                        | Premjer-Liga                                | Premjer-Liga                                | Spartak Moskau               | Ewige Tabelle der Premjer-Liga                            |
| San Marino                      | Campionato Sammarinese di Calcio            | Campionato Sammarinese di Calcio            | SP Tre Fiori                 | Ewige Tabelle des Campionato Sammarinese di Calcio        |
| Schottland                      | Scottish Premier League                     | Scottish Premier League                     | Celtic Glasgow               | Ewige Tabelle der Scottish Premier League                 |
| Schweden                        | Fotbollsallsvenskan                         | Fotbollsallsvenskan                         | IFK Göteborg                 | Ewige Tabelle der Allsvenskan                             |
| Schweden                        | Superettan                                  | Superettan                                  | Assyriska FF                 | Ewige Tabelle der Superettan                              |
| Serbien                         | SuperLiga                                   | SuperLiga                                   | FK Partizan Belgrad          | Ewige Tabelle der SuperLiga (Serbien)                     |
| Spanien                         | Primera División                            | Primera División                            | Real Madrid                  | Ewige Tabelle der Primera División                        |
| Tschechien                      | Erste tschechische Fußballliga              | Erste tschechische Fußballliga              | Sparta Prag                  | Ewige Tabelle der höchsten tschechischen Fußballliga      |
| Türkei                          | Süper Lig                                   | Süper Lig                                   | Fenerbahçe Istanbul          | Ewige Tabelle der Süper Lig                               |
| Türkei                          | TFF 1. Lig                                  | TFF 1. Lig                                  | Samsunspor                   | Ewige Tabelle der TFF 1. Lig                              |
| Wales                           | Welsh Premier League                        | Welsh Premier League                        | The New Saints FC            | Ewige Tabelle der Welsh Premier League                    |
| Belarus                         | Wyschejschaja Liha                          | Wyschejschaja Liha                          | FK Dinamo Minsk              | Ewige Tabelle der Wyschejschaja Liha                      |
| Zypern                          | First Division                              | First Division                              | APOEL Nikosia                | Ewige Tabelle der First Division in Zypern                |
| Australien, Neuseeland          | A-League Men                                | A-League Men                                | Sydney FC                    | Ewige Tabelle der A-League Men                            |
| USA, Kanada                     | Major League Soccer                         | Major League Soccer                         | LA Galaxy                    | Ewige Tabelle der Major League Soccer                     |
| Sowjetunion                     | Высшая лига/Wysschaja liga                  | Высшая лига/Wysschaja liga                  | Spartak Moskau               | Ewige Tabelle der Sowjetischen Fußballmeisterschaft A     |
| Tschechoslowakei                | 1. futbalová liga/1. fotbalová liga         | 1. futbalová liga/1. fotbalová liga         | Sparta Prag                  | Ewige Tabelle der Tschechoslowakischen Fußballliga A      |
| Deutschland                     | Regionalliga seit 2012                      | Regionalliga Nord                           | VfL Wolfsburg II             | Ewige Tabelle der Fußball-Regionalliga (seit 2012)        |
| Deutschland                     | Regionalliga seit 2012                      | Regionalliga Nordost                        | Berliner AK 07               | Ewige Tabelle der Fußball-Regionalliga (seit 2012)        |
| Deutschland                     | Regionalliga seit 2012                      | Regionalliga West                           | Rot-Weiß Oberhausen          | Ewige Tabelle der Fußball-Regionalliga (seit 2012)        |
| Deutschland                     | Regionalliga seit 2012                      | Regionalliga Südwest                        | SV Elversberg                | Ewige Tabelle der Fußball-Regionalliga (seit 2012)        |
| Deutschland                     | Regionalliga seit 2012                      | Regionalliga Bayern                         | FC Bayern München II         | Ewige Tabelle der Fußball-Regionalliga (seit 2012)        |
| Deutschland                     | Regionalliga 1994–2000                      | Regionalliga Nord                           | Eintracht Braunschweig       | Ewige Tabelle der Fußball-Regionalliga (1994–2000) A      |
| Deutschland                     | Regionalliga 1994–2000                      | Regionalliga Nordost                        | 1. FC Union Berlin           | Ewige Tabelle der Fußball-Regionalliga (1994–2000) A      |
| Deutschland                     | Regionalliga 1994–2000                      | Regionalliga Süd                            | SSV Reutlingen 05            | Ewige Tabelle der Fußball-Regionalliga (1994–2000) A      |
| Deutschland                     | Regionalliga 1994–2000                      | Regionalliga West/Südwest                   | Preußen Münster              | Ewige Tabelle der Fußball-Regionalliga (1994–2000) A      |
| Deutschland                     | Regionalliga 2000–2008                      | Regionalliga Nord                           | Werder Bremen II             | Ewige Tabelle der Fußball-Regionalliga (2000–2008) A      |
| Deutschland                     | Regionalliga 2000–2008                      | Regionalliga Süd                            | VfR Aalen                    | Ewige Tabelle der Fußball-Regionalliga (2000–2008) A      |
| Deutschland                     | Regionalliga 2008–2012                      | Regionalliga Nord                           | Hallescher FC                | Ewige Tabelle der Fußball-Regionalliga (2008–2012) A      |
| Deutschland                     | Regionalliga 2008–2012                      | Regionalliga West                           | Sportfreunde Lotte           | Ewige Tabelle der Fußball-Regionalliga (2008–2012) A      |
| Deutschland                     | Regionalliga 2008–2012                      | Regionalliga Süd                            | Eintracht Frankfurt II       | Ewige Tabelle der Fußball-Regionalliga (2008–2012) A      |
| Deutschland                     | Regionalliga                                | Regionalliga                                | Rot-Weiss Essen              | Ewige Tabelle der Fußball-Regionalliga (alle Spielzeiten) |
| Deutschland                     | NRW-Liga                                    | NRW-Liga                                    | Alemannia Aachen II          | Ewige Tabelle der NRW-Liga A                              |
| Deutschland                     | Fußball-Oberliga Rheinland-Pfalz/Saar       | Fußball-Oberliga Rheinland-Pfalz/Saar       | Borussia Neunkirchen         | Ewige Tabelle der Fußball-Oberliga Rheinland-Pfalz/Saar   |
| Deutschland                     | Fußball-Oberliga Baden-Württemberg          | Fußball-Oberliga Baden-Württemberg          | SV Sandhausen                | Ewige Tabelle der Fußball-Oberliga Baden-Württemberg      |
| Deutschland                     | Fußball-Oberliga Niederrhein                | Fußball-Oberliga Niederrhein                | Ratingen 04/19               | Ewige Tabelle der Fußball-Oberliga Niederrhein            |
| Deutschland                     | Fußball-Oberliga Nordost                    | Fußball-Oberliga Nordost                    | Hansa Rostock II             | Ewige Tabelle der Fußball-Oberliga Nordost                |
| Deutschland                     | Fußball-Oberliga Westfalen                  | Fußball-Oberliga Westfalen                  | FC Gütersloh                 | Ewige Tabelle der Fußball-Oberliga Westfalen              |
| Deutschland                     | Fußball-Oberliga Hamburg                    | Fußball-Oberliga Hamburg                    | TSV Buchholz 08              | Ewige Tabelle der Fußball-Oberliga Hamburg (seit 2008)    |
| Deutschland                     | Fußball-Hessenliga                          | Fußball-Hessenliga                          | KSV Baunatal                 | Ewige Tabelle der Fußball-Hessenliga                      |
| Deutschland                     | Fußball-Verbandsliga Mecklenburg-Vorpommern | Fußball-Verbandsliga Mecklenburg-Vorpommern | Rostocker FC                 | Ewige Tabelle der Verbandsliga Mecklenburg-Vorpommern     |
| Deutschland                     | Fußball-Bayernliga                          | Bayernliga-Nord                             | TSV Großbardorf              | Ewige Tabelle der Fußball-Bayernliga (seit 2012)          |
| Deutschland                     | Fußball-Bayernliga                          | Bayernliga-Süd                              | SV Pullach                   | Ewige Tabelle der Fußball-Bayernliga (seit 2012)          |
| Deutschland                     | Fußball-Bayernliga                          | Fußball-Bayernliga                          | SpVgg Weiden                 | Ewige Tabelle der Fußball-Bayernliga (alle Spielzeiten)   |
| Deutschland                     | Bremen-Liga                                 | Bremen-Liga                                 | Bremer SV                    | Ewige Tabelle der Fußball-Bremen-Liga (seit 2008)         |
| Deutschland                     | Fußball-Saarlandliga                        | Fußball-Saarlandliga                        | SV Auersmacher               | Ewige Tabelle der Fußball-Saarlandliga                    |
| Deutschland                     | Brandenburg-Liga                            | Brandenburg-Liga                            | SV Falkensee-Finkenkrug      | Ewige Tabelle der Brandenburg-Liga                        |
| Deutschland                     | Berlin-Liga                                 | Berlin-Liga                                 | TSV Rudow                    | Ewige Tabelle der Berlin-Liga                             |
| Deutschland                     | Oberliga                                    | Nord 47-63                                  | Hamburger SV                 | Ewige Tabelle der Fußball-Oberliga Nord A                 |
| Deutschland                     | Oberliga                                    | Süd 45–63                                   | 1. FC Nürnberg               | Ewige Tabelle der Fußball-Oberliga Süd A                  |
| Deutschland                     | Oberliga                                    | Südwest 45–63                               | 1. FC Kaiserslautern         | A                                                         |
| Deutschland                     | Oberliga                                    | West 47–63                                  | Borussia Dortmund            | Ewige Tabelle der Fußball-Oberliga West A                 |
| Deutschland                     | Regionalliga 63–74                          | Nord                                        | FC St. Pauli                 | Ewige Tabelle der Fußball-Regionalliga (1963–1974) A      |
| Deutschland                     | Regionalliga 63–74                          | West                                        | Schwarz-Weiß Essen           | Ewige Tabelle der Fußball-Regionalliga (1963–1974) A      |
| Deutschland                     | Regionalliga 63–74                          | Berlin                                      | Tennis Borussia Berlin       | Ewige Tabelle der Fußball-Regionalliga (1963–1974) A      |
| Deutschland                     | Regionalliga 63–74                          | Südwest                                     | FK Pirmasens                 | Ewige Tabelle der Fußball-Regionalliga (1963–1974) A      |
| Deutschland                     | Regionalliga 63–74                          | Süd                                         | FC Bayern Hof                | Ewige Tabelle der Fußball-Regionalliga (1963–1974) A      |
| Deutschland                     | Ehrenliga Saarland                          | Ehrenliga Saarland                          | Borussia Neunkirchen         | Ewige Tabelle der Ehrenliga Saarland A                    |
| Deutsche Demokratische Republik | DDR-Oberliga                                | DDR-Oberliga                                | FC Carl Zeiss Jena           | Ewige Tabelle der DDR-Oberliga A                          |
| Deutsche Demokratische Republik | DDR-Liga                                    | DDR-Liga                                    | Wismut Gera                  | Ewige Tabelle der DDR-Liga A                              |
| Deutsche Demokratische Republik | II. DDR-Liga                                | II. DDR-Liga                                | Motor Süd Brandenburg        | Ewige Tabelle der II. DDR-Liga A                          |
| Deutsche Demokratische Republik | DDR-Bezirksliga                             | DDR-Bezirksliga                             | BSG Empor/MR/TSG Neustrelitz | Ewige Tabelle der DDR-Bezirksliga Neubrandenburg A        |

#### Pokal
| Land        | Wettbewerb | Tabellenführer    | Ewige Tabelle                |
| ----------- | ---------- | ----------------- | ---------------------------- |
| Deutschland | DFB-Pokal  | FC Bayern München | Ewige Tabelle des DFB-Pokals |

### Frauen
| Region      | Wettbewerb                    | Tabellenführer            | Ewige Tabelle                                   |
| ----------- | ----------------------------- | ------------------------- | ----------------------------------------------- |
| Welt        | Weltmeisterschaft             | USA                       | Ewige Tabelle der Fußball-Weltmeisterschaft     |
| Europa      | Europameisterschaft           | Deutschland               | Ewige Tabelle der Fußball-Europameisterschaft   |
| Europa      | UEFA Women’s Champions League | Olympique Lyon            | Ewige Tabelle der UEFA Women’s Champions League |
| Deutschland | Bundesliga                    | 1. FFC Frankfurt          | Ewige Tabelle der Frauen-Bundesliga             |
| Deutschland | 2. Bundesliga                 | 1. FFC Turbine Potsdam II | Ewige Tabelle der 2. Frauen-Bundesliga          |
| Frankreich  | Division 1 Féminine           | Juvisy FCF                | Ewige Tabelle der (Frauen-)Division 1           |

## Andere Sportarten
| Sportart          | Land        | Liga                    | Tabellenführer          | Ewige Tabelle                                   |
| ----------------- | ----------- | ----------------------- | ----------------------- | ----------------------------------------------- |
| Handball          | Deutschland | Handball-Bundesliga     | THW Kiel                | Ewige Tabelle der deutschen Handball-Bundesliga |
| Handball          | Deutschland | 2. Handball-Bundesliga  | TV Emsdetten            | Ewige Tabelle der 2. Handball-Bundesliga        |
| Eishockey         | Deutschland | Deutsche Eishockey Liga | Adler Mannheim          | Ewige Tabelle der Deutschen Eishockey Liga      |
| Eishockey         | Deutschland | Eishockey-Bundesliga    | Düsseldorfer EG         | Ewige Tabelle der Eishockey-Bundesliga          |
| Eishockey         | USA, Kanada | National Hockey League  | Canadiens de Montréal   | Ewige Tabelle der National Hockey League        |
| American Football | Schweden    | Superserien             | Stockholm Mean Machines | Ewige Tabelle der Superserien                   |
| Schach            | Deutschland | Schachbundesliga        | SG Porz                 | Ewige Tabelle der Schachbundesliga              |